# Fard (Islam)
Als Fard (arabisch فرض, DMG farḍ ‚Festlegung, Verordnung, Pflicht‘, religiöse Pflicht im Islam, sowie فريضة, DMG farīḍa mit dem Plural فرائض, DMG farāʾiḍ) gelten im Islam solche Verpflichtungen, die der Muslim im Ritualleben bedingungslos zu erfüllen hat. Es ist eine der fünf Verpflichtungskategorien. Das zugehörige Verb ist faraḍa bzw. iftaraḍa und kommt entsprechend in der Bedeutung von: „jemandem etwas als (religiöse) Pflicht auferlegen“, „verordnen“, „für verbindlich erklären“ sowohl im Koran als auch im Hadith vor.

## Fard im Koran und Hadith
„Und der Prophet braucht sich wegen dessen, was Gott für ihn verordnet hat, nicht bedrückt zu fühlen.“

„(Dies ist) eine Sure, die wir herabgesandt und für verbindlich erklärt...haben.“

 In den kanonischen Hadithsammlungen wird das Verb ebenfalls in diesem Sinne verwendet: 

„Als Gott das Gebet (den Menschen) auferlegt hat...“

„Der Monat Ramadan hat begonnen und Gott hat euch das Fasten zur Verpflichtung gemacht.“

 Außer Gott tritt auch der Prophet Mohammed im Hadith als Bestimmer pflichtmäßiger Handlungen auf: 

„Der Gesandte Gottes hat Zakat am Ende des Ramadan zur Verpflichtung gemacht.“

Und im gleichen Zusammenhang:

„Diese Zakat hat der Gesandte Gottes jedem Mann und jeder Frau zur Verpflichtung gemacht.“

## Fard in der Jurisprudenz
Farḍ ist die erste der „fünf Kategorien“: Al-ahkam al-chamsa (الأحكام الخمسة, DMG al-aḥkām al-ḫamsa) in der islamischen Rechtswissenschaft, die alle Lebensverhältnisse und Handlungen des Menschen unter religiösen Gesichtspunkten werten. Die Beachtung und Ausführung pflichtmäßiger Handlungen werden belohnt, ihre Unterlassung wird nach den Regeln der Scharia bestraft.
Ein Synonym für Farḍ ist Wādschib (واجب, DMG wāǧib) in der juristischen Bedeutung von „geboten, das Gebotene“; Beide Begriffe werden in den islamischen Rechtsschulen in gleicher Bedeutung verwendet – mit Ausnahme der Pilgerfahrt, deren Pflichtcharakter im Koran durch Sure 3, Vers 97 „… Und die Menschen sind Gott gegenüber verpflichtet, die Wallfahrt nach dem Haus zu machen – soweit sie dazu eine Möglichkeit finden …“ eingeschränkt wird.
Nur die hanafitische Rechtsschule macht einen Bedeutungsunterschied zwischen den beiden Begriffen; pflichtmäßige Handlungen finden ihre juristische Bestätigung durch ein zwingendes Argument (دليل قطعي, DMG dalīl qaṭʿī) im Koran, in der Sunna – überliefert durch allgemein bekannte und akzeptierte Hadithe („ḥadīṯ mutawātir“) –  oder im Idschma, dem Konsens der Rechtsgelehrten. Eine solche pflichtmäßige Handlung ist die Verrichtung der täglichen fünf Gebete. Als geboten bzw. als Pflicht (wādschib) gelten bei Abū Hanīfa z. B. die über die fünf Gebete hinausgehenden Gebetsarten, wie das Nachtgebet (salat al-witr) und andere Handlungen, die die Rechtsgelehrten anderer Rechtsschulen nur aus Wahrscheinlichkeitsgründen (دليل ظني, DMG dalīl ẓannī) für Pflicht halten.
Die Hanafiten bezeichnen den Unterlasser pflichtmäßiger Handlungen als Kāfir, nicht aber denjenigen, der lediglich die gebotenen Handlungen ignoriert oder absichtlich unterlässt.

## Arten des Fard
Die Rechtslehre definiert zwei Arten von farḍ als religiöse Verpflichtung:
- die persönlichen Pflichten (فرض العين, DMG farḍ al-ʿayn), denen jeder Muslim nachkommen muss, wie die täglichen fünf Gebete, das Fasten im Monat Ramadan und die Teilnahme am öffentlichen Freitagsgebet.[14] Letztere Verpflichtung ist – wie die fünf Gebete und das Fasten – schon im Koran verankert:

„Ihr Gläubigen! Wenn am Freitag (w. am Tag der Versammlung) zum Gebet gerufen wird, dann wendet euch mit Eifer dem Gedenken Gottes zu und laßt das Kaufgeschäft (so lange ruhen)!“

- die gemeinschaftlichen Pflichten (فرض الكفاية, DMG farḍ al-kifāya ‚Pflicht des Genügeleistens‘), bei denen es ausreicht, wenn eine ausreichende Anzahl der Muslime daran teilnimmt, wie z. B. Totengebet, Dschihad, das Studium von Hadith, Tafsīr und anderen Wissenschaftsdisziplinen.[15] Die Verrichtung der täglichen fünf Gebete - als farḍ al-ʿayn - muss nicht in der Gemeinschaft erfolgen; dies ist nur farḍ al-kifāya.[16]

Die koranische Rechtsnorm das Rechte zu gebieten und das Verwerfliche zu verbieten findet in der Rechtslehre in beiden Arten des Farḍ Beachtung: sie kann sowohl eine von der Gemeinschaft – z. B. Dschihad – als auch von einer Einzelperson zu erfüllende Verpflichtung darstellen. Zum letzteren zählt z. B. die Rechtslehre über die Ermahnung der Ehefrau oder der Kinder durch den Ehemann „das Verwerfliche“ im privaten Bereich, zu dem die Allgemeinheit keinen Zugang hat, zu unterlassen. Gemäß der schi'itischen Lehre kann jedoch die religiöse Pflicht des Dschihad als farḍ al-ʿayn, eine persönliche Verpflichtung, verstanden werden, wenn die Gemeinschaft großen Bedrohungen gegenübersteht.
Derjenige, der die persönlichen Pflichten unterlässt, wird zu ihrer Erfüllung islamrechtlich gezwungen (uǧbira ʿalaihi). Die anderen vier Kategorien über die islamrechtliche Zuordnung menschlichen Handelns finden sich unter Fiqh mit weiteren Literaturangaben.